# The Evening World

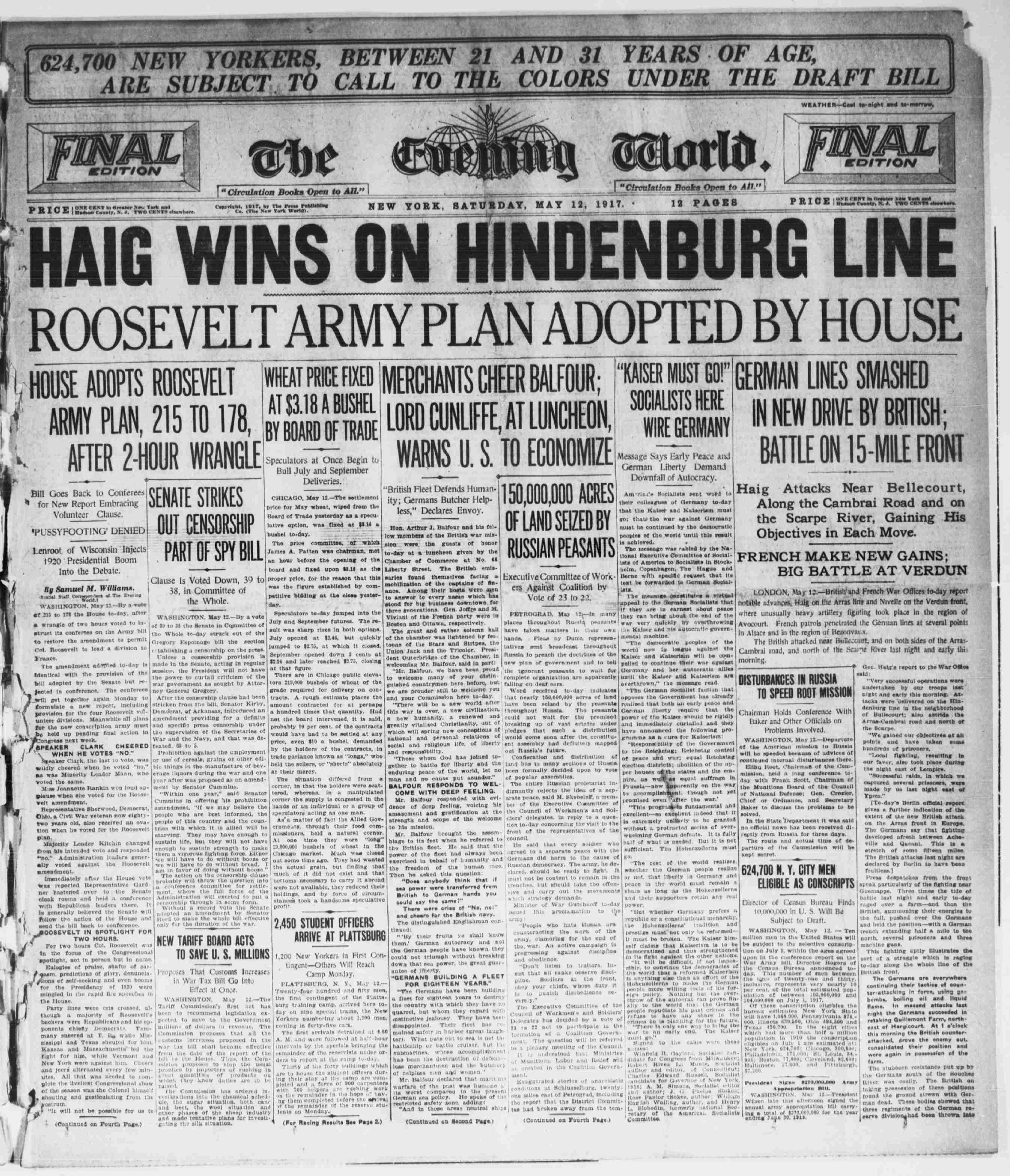
Première page de The Evening World du 12 mai 1917

The Evening World est un journal publié à New York entre 1887 et 1931.

## Histoire
La première parution a lieu le 10 octobre 1887. The Evening World paraissait tous les jours sauf le dimanche. La dernière édition est sortie le 26 février 1931. Il a fusionné avec le New York World et le New York Telegram et est devenu le New York World-Telegram. Il faisait partie du groupe de presse fondé par Joseph Pulitzer et géré par son fils Ralph Pulitzer à partir de 1911.